# Streetsboro
La ville américaine de Streetsboro est située dans le comté de Portage, dans l’État de l’Ohio. Lors du recensement de 2010, sa population s’élevait à 16 028 habitants.

## Source
- (en) Cet article est partiellement ou en totalité issu de l’article de Wikipédia en anglais intitulé « Streetsboro, Ohio » (voir la liste des auteurs).